# Trichilia quadrivalvis
Trichilia quadrivalvis är en tvåhjärtbladig växtart som beskrevs av C. Dc. och Schinz.. Trichilia quadrivalvis ingår i släktet Trichilia och familjen Meliaceae. Inga underarter finns listade i Catalogue of Life.